# Autry-le-Châtel
 Autry-le-Châtel  es una población y comuna francesa, situada en la región de Centro, departamento de Loiret, en el distrito de Montargis y cantón de Châtillon-sur-Loire.

## Demografía
| 879 | 853 | 835 | 937 | 919 | 1015 |
| Para los censos de 1962 a 1999 la población legal corresponde a la población sin duplicidades (Fuente: INSEE [Consultar]) |     |     |     |     |      |